# 17830 Andreajurgens
17830 Andreajurgens este o planetă minoră (asteroid) din centura de asteroizi. A fost descoperită pe 20 aprilie 1998 la Magdalena Ridge Observatory⁠(d) de Lincoln Near-Earth Asteroid Research. 
Obiectul prezintă o orbită caracterizată de o semiaxă mare de 2,867961 UAi, o excentricitate de 0,0299919, o înclinație de 3,12926 ° în raport cu ecliptica.